# 印刷

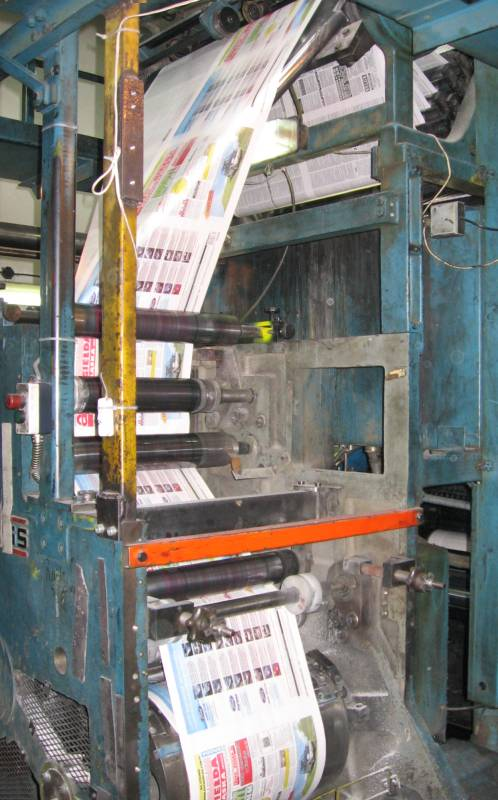
卷筒纸报版胶印机的折页装置

印刷是指将影像或文字原稿迅速大量复制的一种技术。一般使用印刷机将油墨印在纸张上，它是出版的基本组成部分。印刷机是能够在承印物上印刷的机械。活字印刷术被称为中国古代四大发明之一，可以说造纸术与印刷术这两项伟大的发明对人类文化知识的传播起到了决定性的作用。
今天的书籍通常采用胶印的技术来印刷，有时也采用凸版印刷（主要用于报纸或目录册的印刷，但比較少有）。

## 印刷的历史

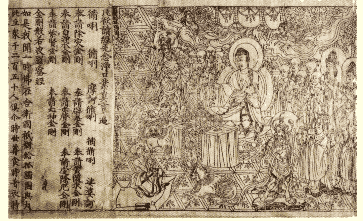
868年唐代的金刚般若波罗蜜经

### 古代印刷术
印刷术最早可是追溯到公元前三千年近東兩河流域蘇美等文明使用滾筒印章製造印刷品，主要用作裝飾品和巫術。
雕版印刷最早是出現在中國，是拓石和印章兩種方法逐步發展而合成的，是經過很長時間，積累了許多人的經驗而成。現存最早文獻和最早的雕版印刷實物是在600年，即唐朝初期。
- 7世紀，唐朝初期出現雕版印刷。沈括《梦溪笔谈·技艺》：“板印书籍，唐人尚未盛爲之。”
- 宋仁宗慶曆年間（1041-1049），畢昇發明了膠泥活字印刷术。
- 1241年至1250年杨古为忽必烈的谋士姚枢用活字版印刷朱熹《小学》、《近思录》和吕祖谦的《经史论集》等书散布四方[1]:77。
- 元代科學家王禎（1260-1330）發明木活字版（亦有人支持宋代就有木要活字本，而且提出了幾種版本加以證明。其中常被人們提到的是被稱為宋本活字本的《毛詩》。由於該書的《唐風·山有樞》篇內的一版中“自”字橫排著，完全可以證明是活字版。
- 中國金屬活字的早期記載，於元代科學家王禎(1260-1330）在《造活字印書法》(1298)中談到：「近世又鑄錫作字，以鐵條貫之，作行，嵌於盔內，界行印書，但上項字樣，難以使墨，率多印壞，所以不能久行。」
- 元朝已有雙色紅、黑套印之書籍。
- 明朝時期，出現了雙色、四色套印的印刷品，能印出多層次的彩色印刷品。
- 德国约翰内斯·古腾堡（1397-1468）發明鉛活字版。
- 19世紀初期，改良鉛活字製作技術並傳播至世界各地。
- 1804年，英國人查尔斯·斯坦厄普針對活字版弊，發明泥型鉛版印刷術。
- 1829年，法國人謝羅發明紙型鉛版印刷術。
- 1855年，法國人M.Cillot發明照相銅鋅版印刷技術。進一步發展的凸版印刷術。
- 1871年，美國人B.B.Blackwell改良紙型鉛版印刷術，創用薄鉛版，墊以木底印刷。
- 1882年，德人縻生白克（Meisendach）發明照相網版印刷術，將照相制版術向前推進了一大步。

### 争议性起源

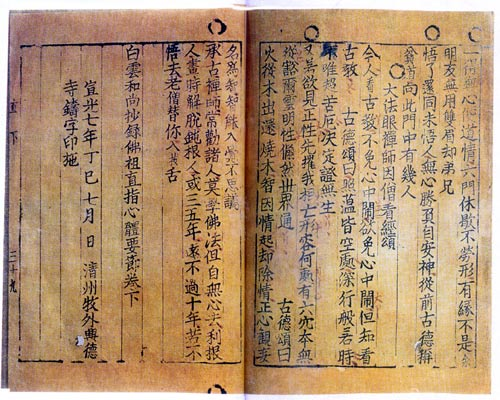
最古老的金属活字印刷本直指心體要節，1377年

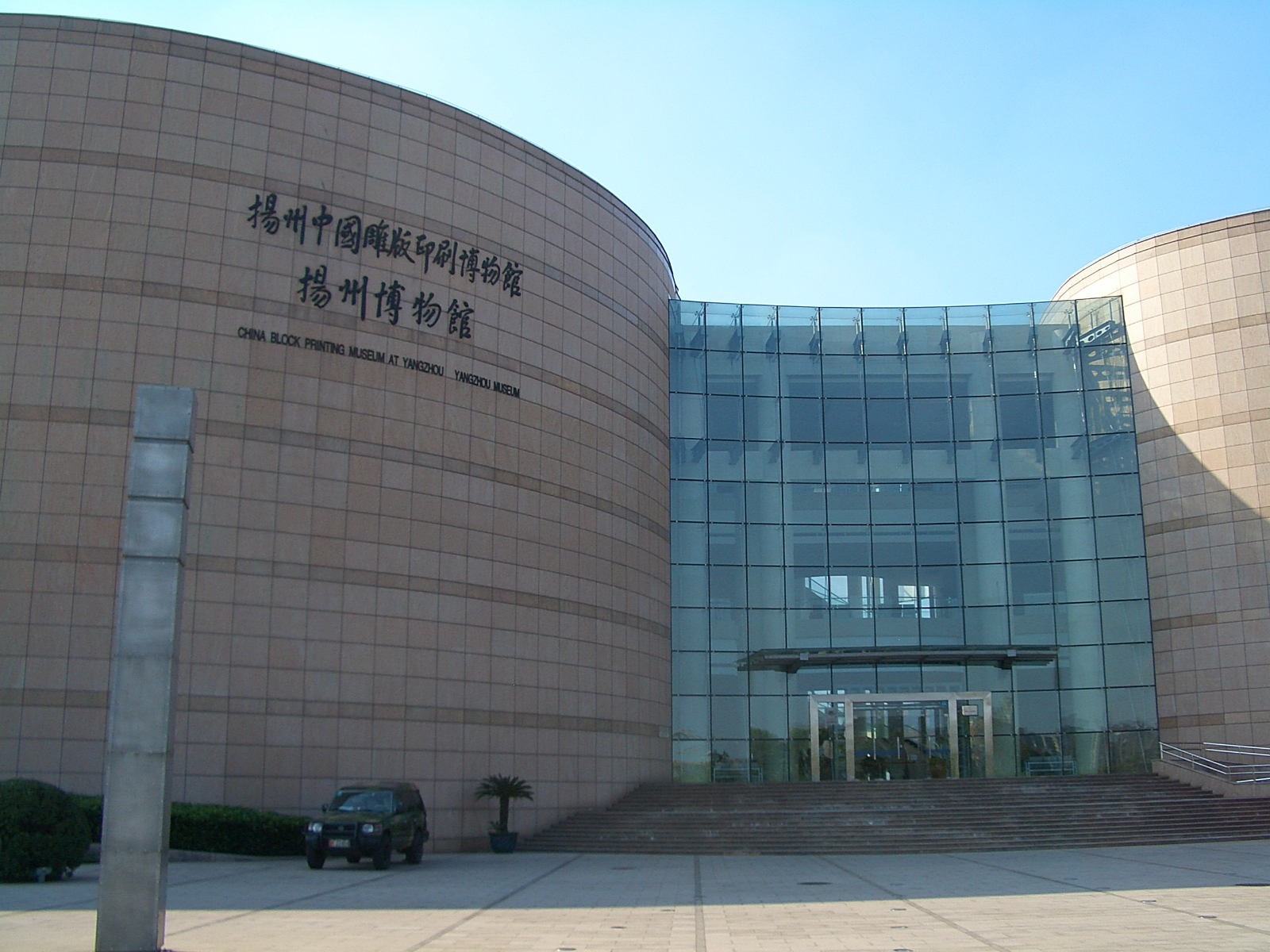
扬州雕版印刷博物馆

世界上最早的雕版印刷是中国发明的。十九世纪末曾有日本学者島田主张中国在6世纪的六朝就有雕版印刷，根据是北齐顏之推《颜氏家训》有“书本”一词；又根据明《河汾燕閑錄》中“隋開皇十三年十二月八日敕廢像遺經悉令雕版”一语，认为最晚在隋朝已有雕版印刷。
最早的印刷品紀錄
- 張秀民著《中國印刷史》中提出雕版印書始於唐貞觀，其主要依據是明史學家邵經邦的《弘簡錄》，唐太宗令梓行長孫皇后的遺著《女則》約在貞觀十年（636年）印刷。書中還引唐馮贄《雲仙散錄》：唐玄奘印施普賢菩薩像（約645～664年）施送四方為旁證。
- 唐開元年間（713～714年）雕本《開元雜報》是世界最早的報紙。

唐代文献根据有
- （唐）义净《南海寄归内法传》：“造泥制底及托模泥像，或印绢纸随处供养。”
- （唐）冯贽《云仙散录》：“玄奘以回锋纸印普贤像施于四众，每岁五驮无余。”

雕版印刷佛像在唐朝的盛行，和佛教有莫大关系，在中国、朝鲜、日本，佛教技师对早期印刷术的改进及传承做出了巨大贡献。后来印刷的范围扩大到其他经典。
- （宋）朱益《猗觉寮杂记》：“雕印文字，唐以前无之，唐末益州始有墨版，后唐方镂《九经》”。

### 印刷品实物
现存最早的印刷品实物有：
- 1906年新疆吐鲁番出土的690年-699年《妙法莲华经》，现藏日本。
- 1966年在韓國慶州佛國寺发现的《無垢淨光大陀羅尼經》，刻印于7世纪末中国唐朝武则天时代。韩国学者认为此经刻于新罗。日本学者长泽规矩对《無垢淨光大陀羅尼經》是否刻于新罗抱怀疑态度，美国学者钱存训、中国学者张秀民认为此经是唐朝武周刻本，流入新罗。近期研究表明《無垢淨光大陀羅尼經》在唐武周长安元年（701年）在洛阳佛瘦寺翻译完毕，次年刊于长安，703年分批传入新罗[4]。
- 日本奈良法隆寺《百万塔陀罗尼经》，约770年印刷于日本。
- 敦煌发现的《金刚经》，868年印刷，雕工精细，远胜早先的陀羅尼經。

中国传统的年画中至今还保留有木版年画工艺，例如著名的杨柳青年画。
由于雕版印刷制作的印版只能用于特定的印刷品，制版的工作量很大、效率低下，使得早期印刷品非常珍贵。为解决制版的问题，后来发明了活字印刷术，由于组版中的活字可以重复使用，使印刷的整体效率大大提高。早期的活字使用胶泥制作，近代则改进为使用铅字。
活字印刷是由中国北宋1040年的毕昇发明。由当时著名科学家沈括的《梦溪笔谈》记载保存，完整无遗地包括制字、贮字、排版、拆板和刷印等一整套活字印刷术工序，与后世铅字排版的原理完全相同。毕昇发明的胶泥活字印刷经过精心设计，反复试验才获得成功。早期活字印刷品的陆续发现和泥活字实证研究成果，证实了毕昇活字印刷术的真实性和科学性。
金属活字印刷也是在北宋发明的。在12世纪和13世纪，活字印刷术在亚洲广为传播，有许多阿拉伯文和中文的图书馆，含有几万书印刷的书。金属活字发明于宋代的根据是：
1. 元代科学家王祯（1260-1330）在《造活字印书法》（1298）中谈到：“近世又铸锡作字，以铁条贯之，作行，嵌于盔内，界行印书，但上项字样，难以使墨，率多印坏，所以不能久行。”这是中国关于金属活字的早期记载。元初人所说的近世当然是宋代，说明用锡活字印书是在宋代。由非金属活字到金属活字，是印刷材料和造字工艺上的重大改革。
2. 清藏书家孙从添（1769-1840）在《藏书纪要》（1810）中载：“宋刻有铜字刻本、活字本”。明明确确说明宋代有铜活字本。

### 印刷的传播

#### 日本
- 754年唐代高僧鉴真东渡日本，主持印刷三部佛经，将印刷术传入日本。
- 日本奈良時代《百万塔陀罗尼经》刻本与韩国庆州发现的《无垢净光大陀罗尼经》同属中国唐武周洛阳刻本，可能是日本僧人道慈两次来华时带回日本的[5]。

- 1592年日本侵略朝鲜失败，带回数以万计的铜活字，1593年刊行《古文孝经》。1607年直江兼续在京都刊行铜活字《本六臣注文选》61卷。1615年林罗山排印铜活字本《大藏要览》125部，1616年又印铜活字本群书治要60部。活字多来自朝鲜补以在日本的汉人林五官铸造的1.3万字[6]。
- 1637年日本大僧天海受幕府将军德川家兴之名主持刻印木活字《一切经》1453部6323卷[6]。

#### 菲律宾
- 1593年菲律宾又中文印本出现，菲律宾最早的印工是一位中国教徒约翰维拉，他在菲律宾创建第一家印刷厂；菲律宾第一部中文基督教义就是他刊印的。原书已失，现存1606年中文木板刻的《正教便览》[7]。

#### 西亚

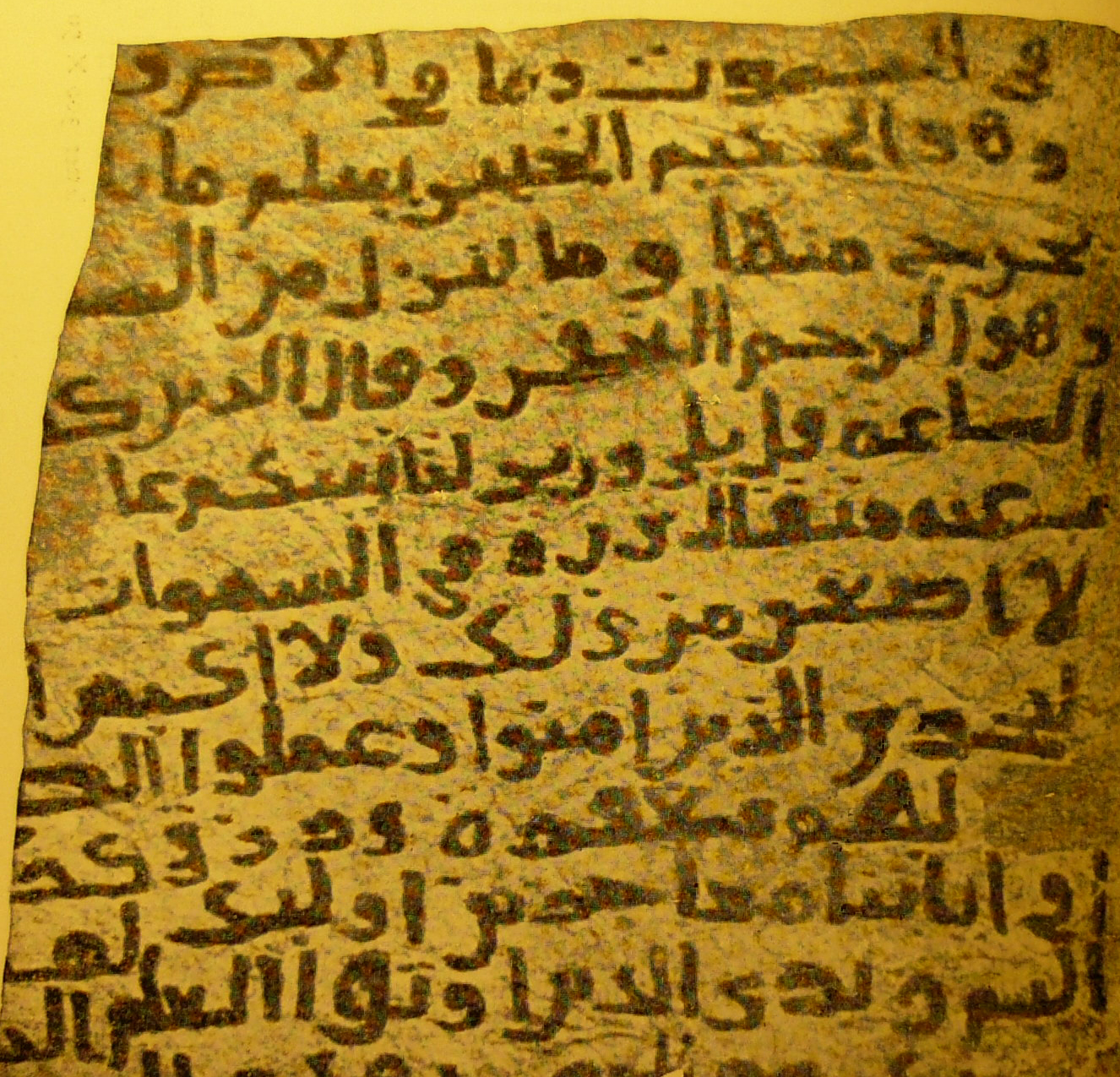
十世纪埃及雕版印刷古兰经残片 10x10 厘米

中國的元代，中國和歐洲的交往有了很大的發展。一是蒙古的遠征，將中國的文化帶到西方，一是西方的傳教土也多次來到中國，回國時也帶去了中國的印刷技術。13世紀，意大利人馬可·波羅在中國旅居多年，在他的《遊記》中，敘述了中國印刷紙幣的情況。他的這些介紹，使歐洲人知道了中國的印刷情況。據說，在這一時期，也有人把中國的印刷品及雕版帶到歐洲。中国的印刷术最可能通过穿过丝绸之路的维吾尔人传入中亚，经过阿拉伯世界传播到欧洲。目前发现的世界上最早的活字母雕版，是在敦煌发现的14世纪古维吾尔文木活字。
1880年考古学家在埃及法尤姆发现五十余幅自900年至1350年的雕版印刷品残片，其中包括祈祷文和古兰经片断，这些印刷品都是用黑墨印在纸上，拓印如同中国印刷，并非压印。学界一般认为埃及的雕版印刷来自中国而不是土生土长的。
1294年当时统治波斯的蒙古人凯嘉图汗在大不里士印发仿元钞票，上印有汉文“钞”字。
1310年波斯历史学家拉希德·丁在《世界史》一书中详细记载中国雕版印刷术。
尽管印刷术很早就传入阿拉伯世界，但受到宗教的阻挠，尤其在1727年，伊斯兰最高领袖宣布，印刷古兰经有违伊斯兰教义，明令禁止，以致印刷术在阿拉伯世界未能发展 。1707年，有個名叫依拉希姆的匈牙利人，曾向土耳其申請在君士坦丁建立印刷所，當時蘇丹亞海默特三世雖予批准，但規定古兰经只可抄写，不准印刷，1729年該所出版了一部埃及史，引起了強烈的反對。一直1825年，阿拉伯各地再沒有進行過印刷的嘗試。不过15世纪也仍有在意大利印刷的阿拉伯文古兰经，不过16世纪叙利亚也仍然存在用阿拉伯文印刷。1797年俄国凯瑟琳大帝还在俄国用雕版印刷古兰经。

#### 欧洲

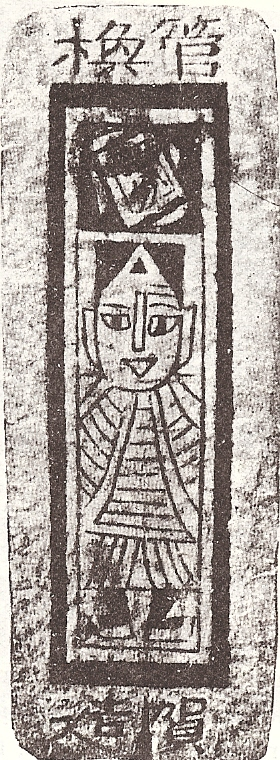
吐鲁番发现的1400年纸牌

歐洲同中國一樣，最先出現的是雕版印刷，爾後出現的是活字印刷。歐洲人發現中國的活字印刷比雕版印刷效率更高於是很快就把雕版印刷淘汰掉了。關於中國印刷術當時是如何傳入歐洲，在多方研究著述上談及主要有三個路線：
- 其一是僑居蒙元杭州這一大當時印刷業中心的威尼斯人等歐洲人為中介，鏈接商路經威尼斯將印刷術傳入歐洲[1]:182～183；

- 其二是經由中亞、西亞、北非，最後傳到歐洲；

- 其三則是從高麗經由撒馬爾罕商道，到伏爾加河中上游的可薩汗國，入諾夫哥羅德而到達漢薩，由此促生了古滕堡的印刷術[15]:164～168。

发明于中国宋朝的纸牌在十字军东征前传入西亚14世纪初传入欧洲，1377年西班牙和德国出现纸牌，1379年意大利和比利时出现纸牌，1381年法国出现纸牌。
德国人認為美因兹的约翰内斯·古腾堡在1440年发明了印刷技术，从葡萄酒压榨机改进的机器设计，古腾堡开发了使用凸起的活字，从一开始就使用油性墨。漢學家安田朴曾以“歐洲中心論欺騙行為的代表作：所謂古腾堡可能是印刷術的發明人”為題論證。

### 工业时代印刷术
印刷机的发明，将印刷技术从手工阶段带入到机械阶段。

## 印刷对知识传播的影响
印刷机的开发使知识的传播发生了革命性的变化：1469年在威尼斯成立第一家印刷社（即出版社），1500年该城就有印刷厂417家。1476年，威廉·卡克斯顿在英格兰成立第一家印刷社°在1539年，西班牙人Juan Pablos在墨西哥的墨西哥城。Stephen Day于1628年在美国麻塞诸塞海湾地区建立了北美第一家印刷社，并协助成立了剑桥出版社。

## 信息时代印刷术
在电子技术迅速发展的过程中，印刷进入了电子控制和自动化的时期，电子排版、电子分色、电子雕版广泛应用，在印刷质量和效率上都得到了巨大提高。计算机的应用继续将印刷带入了数字印刷时代，使传统工艺难于完成的小品种、多变化印刷得以顺利实现。

### 電腦印刷
文件可通过激光印字机、喷墨打印机或其它電腦打印机。在最近几年，计算机打印和工业化印刷工艺已经融合在一起，导致数位印刷的发展。

### 其他印刷
版画的绘制过程也常称为印刷，影印也是印刷的一种。

## 立体印刷
立体印刷立体印刷也叫3D透镜印刷是一种印刷效果,光学折射出来栩栩如生的立体效果，物体是由传统印刷(分层设计)和光栅材料。2008年,一公司例如宏大立体印刷提出立体印刷解决方案.

## 三维打印
三维打印 是一种制造技术，物体是由三维文件和三维打印机生成。物体制造是通过一层层材料的叠加而打印出来. 在2012年, 一些公司例如Sculpteo或Shapeways提出网上的三维打印解决方案.

## 研究書目
- 张秀民：《中国印刷术的发明及其影响》（上海人民出版社, 2009）。
- 錢存訓：《中國古代書籍紙墨及印刷術》（北京：北京圖書館出版社，2002）。
- 錢存訓：〈印刷術在中國傳統文化中的功能 （页面存档备份，存于）〉。
- 潘吉星：《中國、韓國與歐洲早期印刷術的比較》（北京：科學出版社，1997）。
- 潘吉星：《中國古代四大發明——源流、外傳及世界影響》（合肥：中國科學技術大學出版社，2002）。
- T.F. Carter著，吳澤炎譯：《中國印刷術的發明和它的西傳》（上海：商務印書館，1957）。